# Rhinogobius davidi
Rhinogobius davidi är en fiskart som först beskrevs av Sauvage och Dabry de Thiersant, 1874.  Rhinogobius davidi ingår i släktet Rhinogobius och familjen smörbultsfiskar. Inga underarter finns listade i Catalogue of Life.